# Werder Bremen II
El Werder Bremen II es un equipo de fútbol de Alemania que juega en la Oberliga Nord, una de las ligas regionales que conforman la quinta división de fútbol en el país.

## Historia
Fue fundado en el año 1956 en la ciudad de Bremen y que funciona como un equipo reserva del Werder Bremen, por lo que no puede jugar en la Bundesliga, aunque sí puede jugar en la Copa de Alemania y sus jugadores están disponibles para formar parte del primer equipo.

## Palmarés
- Regionalliga Nord (1): 2015
- Campeonato alemán de fútbol aficionado (3): 1966, 1985, 1991
- Oberliga Nord (2): 1982, 1984
- Bremen-Liga (5): 1957, 1962, 1967, 1968, 1976
- Bremer Pokal (20): 1969, 1971, 1976, 1982, 1983, 1987, 1989, 1990, 1992, 1993, 1994, 1995, 1997, 1998, 1999, 2000, 2001, 2002, 2004, 2007

## Temporadas recientes
| Temporada | Liga                    | Posición |
| 1999–2000 | Regionalliga Nord (III) | 5º       |
| 2000–01   | Regionalliga Nord       | 15º      |
| 2001–02   | Regionalliga Nord       | 10º      |
| 2002–03   | Regionalliga Nord       | 6º       |
| 2003–04   | Regionalliga Nord       | 5º       |
| 2004–05   | Regionalliga Nord       | 14º      |
| 2005–06   | Regionalliga Nord       | 12º      |
| 2006–07   | Regionalliga Nord       | 8º       |
| 2007–08   | Regionalliga Nord       | 5º       |
| 2008–09   | 3. Liga (III)           | 17º      |
| 2009–10   | 3. Liga (III)           | 13º      |
| 2010–11   | 3. Liga (III)           | 20º ↓    |
| 2012-13   | Regionalliga Nord (IV)  | 5º       |
| 2013-14   | Regionalliga Nord (IV)  | 2°       |
| 2014-15   | Regionalliga Nord (IV)  | 1° ↑     |
| 2015-16   | 3. Liga (III)           | 17       |
| 2016-17   | 3. Liga (III)           | 17       |
| 2017-18   | 3. Liga (III)           | 18° ↓    |
| 2018-19   | Regionalliga Nord (IV)  | 3°       |
| 2019-20   | Regionalliga Nord (IV)  |          |